# Università di Tarso
L'Università di Tarso (in turco: Tarsus Üniversitesi) è un'università pubblica turca con sede a Tarso, nella provincia di Mersin.
Il processo che ha portato alla sua fondazione ha avuto inizio nel 1992, con la creazione della Scuola Professionale di Tarso (Tarsus Meslek Yüksekokulu), originariamente affiliata all'Università di Mersin. L'università ha acquisito piena autonomia istituzionale il 18 maggio 2018, in seguito all'entrata in vigore della legge n. 7141, che ha sancito la sua fondazione come ente indipendente di istruzione superiore.